# Sventevith (Storming Near the Baltic)
Sventevith (Storming Near the Baltic) es el primer álbum de la banda polaca de black/death metal Behemoth lanzado en 1995 por Pagan Records.

## Lista de canciones
Todas las pistas escritas por Nergal excepto "Ancient" y "Hell Dwells in Ice" que fueron escritas y tocadas por la banda polaca de black metal Demonious.
1. "Chant of the Eastern Lands" – 5:43
2. "The Touch of Nya" – 0:57
3. "From the Pagan Vastlands" – 5:30
4. "Hidden in a Fog" – 6:49
5. "Ancient" – 2:01
6. "Entering the Faustian Soul" – 5:35
7. "Forgotten Cult of Aldaron" – 4:35
8. "Wolves Guard My Coffin" – 4:29
9. "Hell Dwells in Ice" – 5:50
10. "Transylvanian Forest" (Bonus track) – 4:53
11. "Sventevith (Storming Near the Baltic)" (Bonus track) – 5:59

## Créditos
- Adam "Nergal" Darski - Guitarra, bajo y batería
- Adam Muraszko "Baal" -bajo

- Datos: Q1414238